# Geppi Di Stasio
Geppi (Giuseppe) Di Stasio (Roma, 27 settembre 1962) è un attore, regista e drammaturgo italiano.
Napoletano per cultura ed adozione, la sua poetica si distingue per la capacità di armonizzare contenuti sociali e comicità. Il suo teatro, di chiara matrice comica, è stato da più parti definito "Teatro che fa discutere".

## Biografia
Inizia a recitare giovanissimo. Debutta come attore in teatro nel 1970 all'età di soli otto anni con lo spettacolo Annella di Portacapuana di G. Davino per la regia di Gennaro Magliulo che inaugurò il Teatro Sannazaro di Napoli. Di quel cast facevano parte attori già esperti come Ugo D’Alessio, Enzo Turco, Pietro De Vico, Luisa Conte, Lucia Valeri, nonché attori giovani come Nicola Di Pinto, Tommaso Bianco, Wanda Pirol, Giulio Adinolfi.
Nelle due seguenti stagioni partecipa ad altre commedie che prevedevano ruoli per attori della sua età, fino a staccarsi dalle scene per studiare ed intraprendere l'attività di regista, formandosi al fianco di Aldo Giuffré come aiuto regista.
In seguito, come regista di lavori teatrali, dirige lo stesso Giuffré, Giovanna Ralli, Gigi Reder, Lando Buzzanca, Antonio Casagrande e divi del cinema prestati al teatro come Barbara Bouchet e Rosa Fumetto.
Come regista affronta riscritture e manipolazioni di testi, fino a divenire autore lui stesso. Produce oltre 40 titoli teatrali, spesso contrassegnati da una vena ironico/malinconica, ma soprattutto da una comicità graffiante.
Dal 1999 dirige la Compagnia Stabile del Teatro delle Muse di Roma, con la quale rappresenta testi inediti che lo vedono protagonista in scena, testi che alternano tradizione ed innovazione.
Geppi Di Stasio ha partecipato ad alcuni film e serie televisive ed è stato coautore e co-conduttore di una trasmissione televisiva intitolata Calcistica Mente, un programma sul calcio caratterizzato da ironia graffiante, teatralità e musica.
Nel 2012 è stato protagonista come “voce recitante” di Pierino e il lupo di S. Prokofiev con l'orchestra sinfonica del Conservatorio Alfredo Casella dell'Aquila.

## Premi
Ha ricevuto nel 1996 il Premio Totò per la regia teatrale. Nel 2014 è stato insignito del Premio Troisi alla carriera con menzione speciale per le peculiarità artistiche e umane.

## Testi
- Ricchi in canna e poveri sfondati (1991)
- Amans (1992)
- L'amore è Cekhov (1993)
- Don Giovanni non è morto (1996)
- Beata Maddalena (1997)
- La gente non deve sapere (1999)
- Donna Lisistrata (2001)
- Di donna ce n'è una sola (2004)
- Ragù in agrodolce (2005)
- SPQN (2005)
- Vaffanclub (2005)
- Sotto chiave (2005)
- Capriccio suite (2006)
- Teatralmente parlando (2006)
- Teatralmente parlando... e cantando! (2007)
- Le damigelle di Mondragone (2007)
- In arte Masaniello (2007)
- Il gobbo delle nostre dame (2007)
- Tra lui e lei (2008)
- Il coraggio (2008)
- Il macchiettista (2008)
- Quando c'è la salute (2009)
- Il suo nome era... il Signor "G" (2009)
- Prima la mamma e poi la moglie (2009)
- Non ci resta che Napoli (2010)
- L'agenzia della felicità (2010)
- Che c'è da ridere (2011)
- Il riscatto dei guitti (2011)
- Cravattari (2011)
- Non ci fate ridere (2012)
- L'eredità di zio Domenico (2012)
- Il presepe di Amleto (2013)
- Una vacanza ci farà bene (2015)
- L'ultima domenica[10] (2016)
- La doppia vita di Sabato e Domenico (2016)
- Quattro mamme per Ciro (2016)
- Voi non siete napoletani (2017)
- Lavaci col fuoco[8] (2017)

## Adattamenti e riscritture
- Il medico dei pazzi (1990)
- Le furberie di Scapino (1992)
- La scuola delle mogli (1993)
- La presidentessa (1997)
- Miseria e nobiltà (1998)
- L'amico di papà (2000)
- Cani e gatti (2002)
- L'albergo del silenzio (2004)
- Un ministro in mezzo ai guai (2005)
- Il caffè chantant (2006)
- Un turco napoletano (2007)
- Persicone mio figlio (2007)

## Altri spettacoli a cui ha preso parte
- Annella di Porta Capuana (di G. Davino) (1970)
- Ho sposato la più grande (di V. Paliotti) (1971)
- Le pillole di Ercole (di Hennequin e Biloud) (1991)
- Non è vero ma ci credo (di P. De Filippo) (1995)
- È stata una festa bellissima (di Nino Marino) (1996)
- Ma c'è papà (di Peppino e Titina De Filippo) (1998)
- Serva di scena (di C. Berni e G. Polito) (2010)
- Vieni avanti varietà! (di F. Russotto) (2012/2014)
- Gente di facili costumi (di Nino Manfredi e Nino Marino) (2014)
- Quando ridono le nuvole (di S. Jovane e S. Longo) (2015)
- Vieni avanti varietà! BIS (di F. Russotto) (2015)
- Lo sciupafemmine[11] (di Nino Marino) (2020)

## Film e televisione
- Se lo scopre Gargiulo (di E. Porta) (1986)
- Distretto di Polizia 4, episodio 4x09 (2003)
- Tuttifrutti (di A. Alberti) (2006)
- I Cesaroni (2008)